# ديفيد إل. لورانس
ديفيد إل. لورانس (بالإنجليزية: David L. Lawrence)‏ هو سياسي أمريكي، ولد في 18 يونيو 1889 في بيتسبرغ في الولايات المتحدة، وتوفي بنفس المكان في 21 نوفمبر 1966. حزبياً، نشط في الحزب الديمقراطي. وقد انتخب عمدة بيتسبرغ (7 يناير 1946 – 15 يناير 1959) وانتخب حاكم ولاية بنسلفانيا ‏ (20 يناير 1959 – 15 يناير 1963).